# 익스틀란뒤쥐
익스틀란뒤쥐(학명:Sorex ixtlanensis)는 땃쥐류의 일종이다. 멕시코 오아하카주와 게레로주에서 발견되는 종으로 알려져 있다. 해발 1,900m부터 3,000m 사이의 고도에서 서식한다. 깊은 부식토와 낙엽이 있는 침엽수림과 소나무, 오크나무 숲에서 산다.